# Olomoucké tvarůžky
Olomoucké tvarůžky (phát âm tiếng Séc: [ˈolomoutskɛː ˈtvaruːʃkɪ]), olomoucké syrečky (phát âm tiếng Séc: [ˈolomoutskɛː ˈsɪrɛtʃkɪ]) hay pho mát Olomouc là một loại pho mát chín mềm, sản xuất tại Loštice, Moravia, Cộng hòa Séc. Pho mát Olomuc rất dễ nhận biết bởi mùi thơm nồng, vị cay nồng đặc trưng và màu pho mát hơi vàng. Cái tên "Olomoucké tvarůžky" xuất phát từ nơi pho mát hay bán là ở thành phố Olomouc. Nguyên liệu là sữa bò tách béo mà không thêm men dịch vị, chất tạo màu, hương liệu và chất ổn định, và chỉ chứa 0,6% chất béo.
Năm 2010, "Olomoucké tvarůžky" được Liên minh Châu Âu công nhận là Đặc sản truyền thống và chỉ định địa phương của Liên Âu.
Năm 2016, cửa hàng ở Loštice bắt đầu sản xuất nhiều loại kem lạnh có bản chất là pho mát.

## Lịch sử
Văn bản đầu tiên đề cập đến loại pho mát này có từ thế kỷ 15, khi mà Hoàng đế Rudolf II cũng thưởng thức món này. Cho đến thế kỷ 19, Olomoucké tvarůžky được sản xuất ở các làng xung quanh thành Olomouc, và được coi là thức ăn của tầng lớp nông dân. Đó là thời điểm mà pho mát được đặt tên là "Olomoucké tvarůžky". Công ty A.W. sản xuất loại pho mát này từ năm 1876. Có một bảo tàng nhỏ dành cho pho mát tại nhà máy sản xuất thuộc Công ty A.W. đặt tại Loštice.